# Julius Albert Elsasser

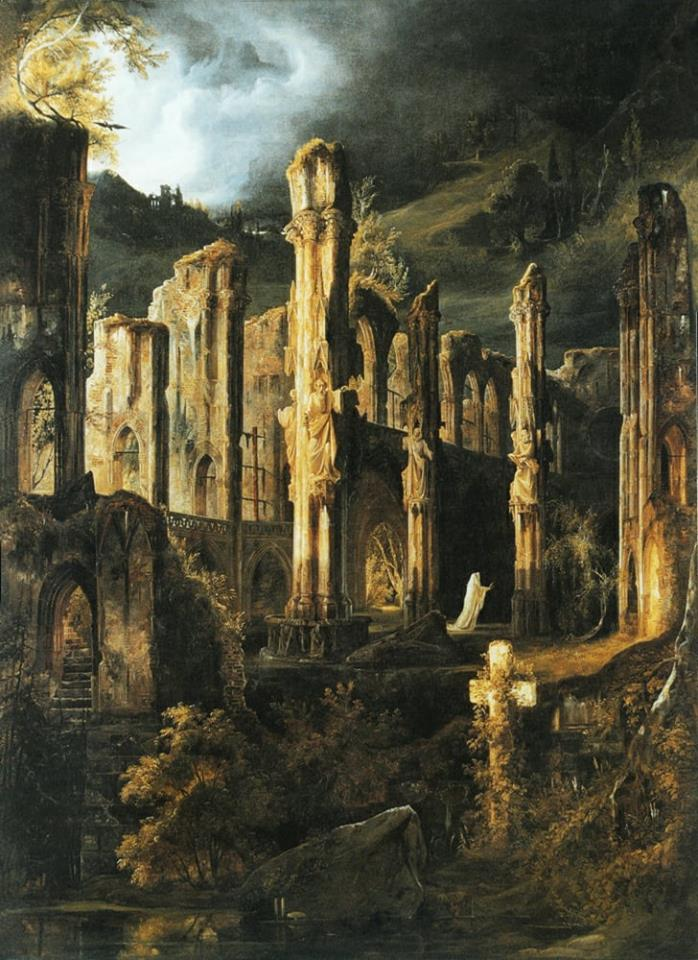
Romantische Ruinen

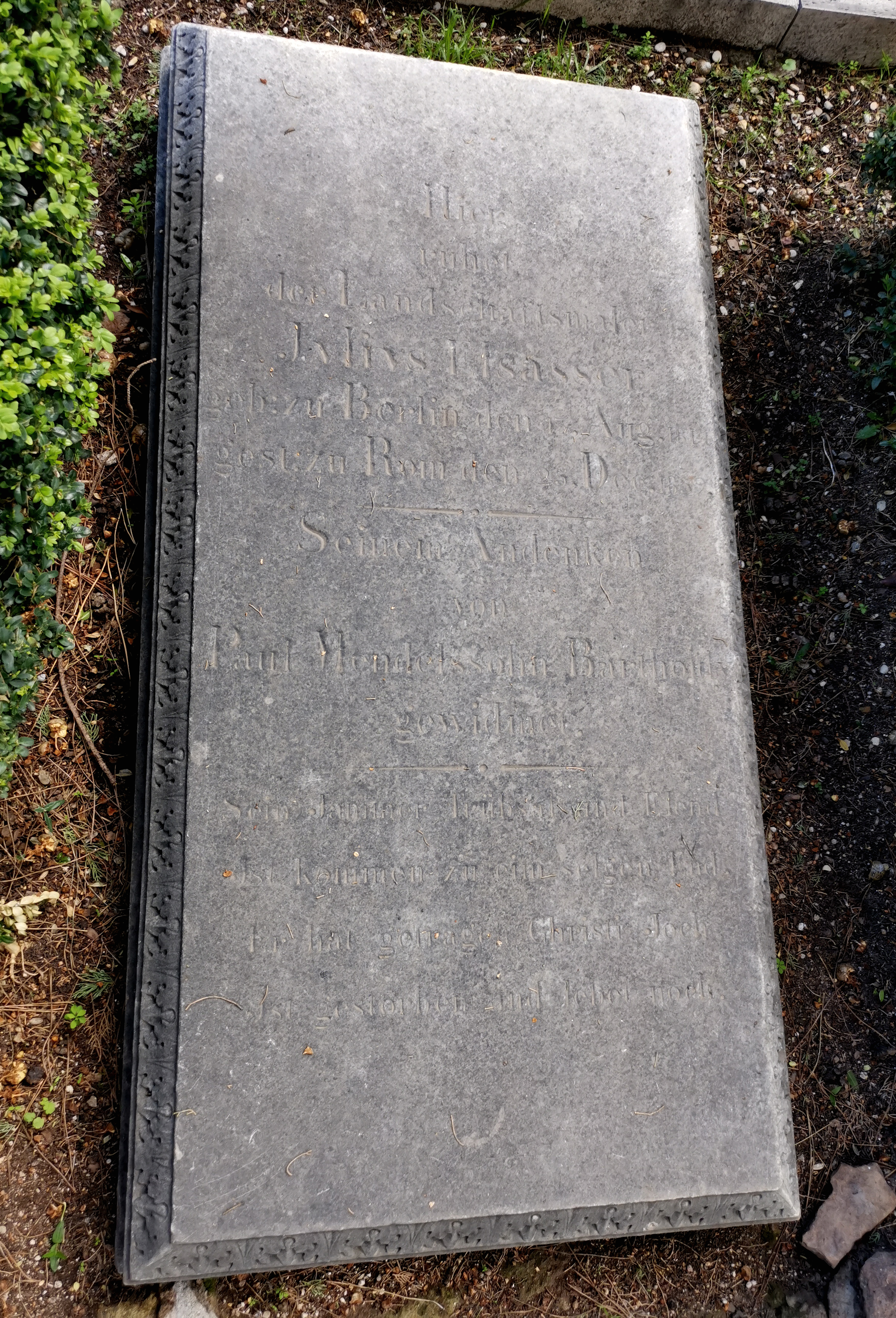
Grab auf dem Nichtkatholischen (Protestantischen) Friedhof Rom ("Seinem Andenken von Paul Mendelssohn Bartholdy gewidmet")

Julius Albert Elsasser (* 13. August 1814 in Berlin; † 25. Dezember 1859 in Rom) war ein deutscher Landschaftsmaler.
Elsasser studierte an der Preußischen Akademie der Künste in Berlin bei Carl Blechen. 
Im Herbst 1839 kam er nach seinem Bruder Friedrich August Elsasser (1810–1845) nach Rom. Er 
heiratete dort am 14. April 1850 Franziska Kördel, Nichte des Bildhauers Johann Werner Henschel.
Elsasser war Mitbegründer des Deutschen Künstlervereins in Rom. Er wurde von der Königin von Preußen, Elisabeth Ludovika von Bayern gefördert.